# Acripia subolivacea
Acripia subolivacea is een vlinder van de familie van de visstaartjes (Nolidae). De wetenschappelijke naam van deze soort is voor het eerst voorgesteld door Francis Walker in een publicatie uit 1863.

## Verspreiding
De soort komt voor in het Afrotropisch gebied waaronder Congo-Kinshasa, Ethiopië, Oeganda, Kenia, Burundi, Tanzania, Malawi, Zimbabwe, Zuid-Afrika en Eswatini.

## Waardplanten
De rups leeft op Grewia occidentalis en Grewia similis (Malvaceae).